# 奇哈奇赫劳利
奇哈奇赫劳利（Chhachhrauli），是印度哈里亚纳邦Yamunanagar县的一个城镇。总人口9720（2001年）。

## 人口
该地2001年总人口9720人，其中男性4990人，女性4730人；0—6岁人口1251人，其中男686人，女565人；识字率69.67%，其中男性为74.51%，女性为64.57%。